# 339P/Gibbs
339P/Gibbs, komet Jupiterove obitelji. 